# Jövendő (folyóirat, 1919)
A Jövendő Temesvárt 1919-ben Vuchetich Endre szerkesztésében megjelent irodalmi folyóirat volt. Mindössze néhány száma jelent meg. Bardócz Árpád, Endre Károly, Kozmuth Artúr, Kubán Endre, Pánczél Lajos, Páll Tamás, Szabolcska Mihály verseit, novelláit és műfordításait közölte.